# NGC 4760
NGC 4760 في الفهرس العام الجديد، هي مجرة، تقع في كوكبة العذراء. اكتشفت في 30 مارس 1876 بواسطة تيودور فريدريك أوغست.

## روابط خارجية
- NGC 4760 على موقع ويكي سكاي: DSS2, SDSS, GALEX, IRAS, Hydrogen α, X-Ray, Astrophoto, Sky Map, Articles and images